# Heinrich Rohdenburg
Heinrich Rohdenburg (* 27. Januar 1937 in Stade; † 27. Februar 1987) war ein deutscher Geograph und Professor an der TU Braunschweig.

## Leben
Nach der Promotion 1964 zum Dr. rer. nat. an der Georg-August-Universität Göttingen war er ab 1964 wissenschaftlicher Mitarbeiter am agrikulturchemischen und bodenkundlichen Institut der Georg-August-Universität Göttingen. Nach der Habilitation 1968 an der Justus-Liebig-Universität Gießen war er von 1976 bis 1987 Professor für Geographie an der TU Braunschweig und Direktor des Geographischen Instituts. Ab 1973 war er Chefredakteur der Zeitschrift Catena. 1983 wurde er zum Mitglied der Braunschweigischen Wissenschaftlichen Gesellschaft gewählt.

## Schriften (Auswahl)
- Die Muschelkalk-Schichtstufe am Ostrand des Sollings und Bramwaldes. (= Göttinger Geographische Abhandlungen 33) 1965, Selbstverlag des Geographischen Instituts der Universität Göttingen.
- Landscape Ecology - Geomorpholoy. Catena, 1989. ISBN 978-3923381159
- Ein Beitrag zur Deutung des "Gefleckten Horizontes". In: Eiszeitalter und Gegenwart, Band 15, S. 66–71. (PDF-Datei)
- Untersuchungen zur pleistozänen Formung am Beispiel der Westabdachung des Göttinger Waldes. Wilhelm Schmitz Verlag, Gießen, 1965.
- Einführung in die klimagenetische Geomorphologie : Anhand eines Systems von Modellvorstellungen am Beispiel des Fluvialen Abtragungsreliefs. Lenz-Verlag, Gießen, 1971.